# Ammophila brevipennis
Ammophila brevipennis es una especie de avispa del género Ammophila, familia Sphecidae.

## Taxonomía
Fue descrito por primera vez en 1897 por Bingham. 